# Toyota Mirai
A Toyota Mirai az első sorozatgyártásba és kereskedelmi forgalomba került hidrogén alapú üzemanyagcellával meghajtott autó, amit a Toyota fejlesztett ki és hozott forgalomba 2014 végén Japánban. 

## Története
A Mirait a Toyota korábbi, FCV-nek nevezett, üzemanyagcellás tanulmányautójának tapasztalatai alapján alakították ki. Az autó nevének jelentése japánul jövő. 2014 decemberében került forgalomba Japánban, és ekkor a gyártó az amerikai és európai forgalmazás megkezdését 2015-re tervezte. 2015-re 700 Mirai legyártását vették tervbe. 2015. októberéig a Toyota 350 Mirait értékesített világszerte és 2016-ra további 2000, 2017-re 3000 autó eladását tervezték.
Az első Mirai modellek 2015. augusztusának elején érkeztek meg Európába, de az autó forgalmazása csak azokban az európai országokban kezdődhetett meg ahol létezett hidrogén töltőállomás: Nagy-Britanniában, Németországban és Dániában. A gyártó 50-100 európai eladásra számított 2017-ig.

## Működése
A gyártó által megállapított hatótávolsága 480 kilométer, de teszt során 502 kilométert is mértek. Az autó üzemanyagcellái hidrogén felhasználásával állítanak elő elektromos áramot, ami villanymotort hajt meg. Az üzemanyagot két darab, összesen 122 literes tank tárolja, amelyek összesen 5 kilogramm hidrogén befogadására alkalmasak. Az üzemanyagcellát egy akkumulátor is kiegészíti, ami a fékezéskor keletkező energia tárolására szolgál.
A rendszer előnye, hogy az üzemanyag utántöltése – az elterjedt belső égésű motorokhoz hasonlóan – mindössze néhány percet igényel. További előnye, hogy a belső égésű motorokkal szemben a rendszer szinte zajtalan, és károsanyag-kibocsátása nulla, mivel a hidrogén elégetése során égéstermékként csak víz keletkezik. Hátránya ugyanakkor, hogy a tartályok és akkumulátor térigénye miatt az autó méreteihez viszonyítva meglehetősen kis csomagtér marad.
Az autó elterjedését nehezítette, hogy a hidrogén tankolásához szükséges üzemanyagtöltő állomások rendszere az autó kereskedelmi forgalomba hozatalakor a világ egyetlen országában sem létezett.